# Andrzej Chmielewski (polityk)
Andrzej Eugeniusz Chmielewski (ur. 11 lutego 1960 w Ostrowcu Świętokrzyskim, zm. 22 września 2019 w Augustowie) – polski samorządowiec, urzędnik, polityk, radny i wicemarszałek województwa podlaskiego.

## Życiorys
Absolwent Wydziału Elektroniki Politechniki Warszawskiej. Ukończył także studia podyplomowe w Wyższej Szkole Suwalsko-Administracyjnej w Suwałkach oraz w 2006 na Wydziale Prawa i Administracji Uniwersytetu Mikołaja Kopernika w Toruniu. Prowadził gospodarstwo rolne. Był przewodniczącym Obywatelskiego Komitetu na rzecz Budowy Obwodnicy Augustowa.
W 1992 był współtwórcą Związku Zawodowego „Samoobrona” i partii Przymierze Samoobrona (od 2000 działającej jako Samoobrona RP) w województwie podlaskim. Objął w niej funkcje: przewodniczącego zarządu powiatowego, wiceprzewodniczącego rady wojewódzkiej i członka rady krajowej. Był asystentem społecznym poseł Genowefy Wiśniowskiej. W wyborach w 2006 oraz przedterminowych w 2007 uzyskał mandat radnego Sejmiku Województwa Podlaskiego. W latach 2006–2007 sprawował też urząd wicemarszałka województwa. Następnie został przewodniczącym Komisji Zdrowia sejmiku. W 2006 bez powodzenia ubiegał się o urząd prezydenta Suwałk. Z poparciem 0,96% zajął ostatnie miejsce spośród pięciu kandydatów.
Od 2007 do 2009 był zastępcą dyrektora Oddziału Agencji Nieruchomości Rolnych w Olsztynie. Zasiadł w radzie programowej TVP Białystok. W 2005 i 2007 bez powodzenia kandydował do Sejmu, a w 2009 do Parlamentu Europejskiego.
W październiku 2008 stanął na czele zarządu wojewódzkiego ZZR „Samoobrona”, a w marcu 2009 także Samoobrony RP na Podlasiu. W wyborach samorządowych w 2010 bez powodzenia ubiegał się o reelekcję w sejmiku podlaskim z listy partii Nasz Dom Polska – Samoobrona Andrzeja Leppera. W maju 2011 wszedł w skład rady krajowej tego ugrupowania, a we wrześniu 2012 został przewodniczącym partii (działającej wówczas od roku jako Samoobrona) na Podlasiu. W 2014 ponownie kandydował bezskutecznie do sejmiku, w 2015 kolejny raz do Sejmu, a w 2016 do Senatu. W marcu 2017 został wiceprzewodniczącym Samoobrony. W 2018 z listy komitetu SLD Lewica Razem ponownie startował do sejmiku. W 2019 po raz kolejny został zarejestrowany jako kandydat Samoobrony do Senatu, jednak przed wyborami zmarł.
Był dwukrotnie karany. W 1995 został skazany na karę 1 roku pozbawienia wolności z warunkowym zawieszeniem jej wykonania na okres dwóch lat za sprzedanie samochodu zajętego przez komornika oraz prowadzenie auta w stanie nietrzeźwości.

## Życie prywatne
Syn Eugeniusza i Alicji. Był żonaty, miał dwoje dzieci oraz tworzył rodzinę zastępczą dla jednej dziewczynki. Mieszkał w Augustowie.